# إدوارد س. مولينا
إدوارد س. مولينا (بالإنجليزية: Edward Charles Dixon Molina)‏ هو مهندس ورياضياتي أمريكي، ولد في 13 ديسمبر 1877، وتوفي في 19 أبريل 1964.